# Encarna Paso
Pour les articles homonymes, voir Paso.
Encarna Paso, nom de scène de María Encarnación Paso Ramos, est une actrice espagnole née le 25 mars 1931 à Madrid et morte le 18 août 2019 d'une pneumonie, lauréate du prix de la meilleure actrice du Círculo de Escritores Cinematográficos en 1982.

## Biographie

### Famille
Fille du dramaturge Antonio Paso Díaz, petite-fille d'Antonio Paso y Cano et de la nièce petite-fille de Manuel Paso Cano, nièce d'Enrique Paso, Manuel Paso et Alfonso Paso, également dramaturges et des actrices Mercedes Paso, Maruja Paso, Elisa Paso et Soledad Paso. Mère de l'acteur Juan Calot (avec l'actrice Yolanda Ríos) et Patricia Calot, consacrée à la gestion culturelle. Grand-mère des acteurs Alicia Calot et Edgar Calot.

## Filmographie partielle
- 1974 : La Cousine Angélique (La prima Angélica) de Carlos Saura - la mère de Luis
- 1982 : Volver a empezar de José Luis Garci - Elena
- 1982 : La Ruche (La Colmena) de Mario Camus - la mère de Victorita
- 1982 : Démons dans le jardin de Manuel Gutiérrez Aragón - Gloria
- 1984 : Sesión continua de José Luis Garci - Pili
- 1987 : La Forêt animée de José Luis Cuerda - Juanita Arruallo